# Finding Forrester
Finding Forrester (bra: Encontrando Forrester; prt: Descobrir Forrester) é um filme de 2000 realizado por Gus Van Sant e protagonizado por Sean Connery e Robert Brown. No filme, um adolescente negro, Jamal Wallace (Rob Brown), é convidado a frequentar uma prestigiosa escola particular. Por acaso, Jamal faz amizade com um escritor recluso, William Forrester (Sean Connery), através do qual ele refina seu talento para escrever e chega a um acordo com sua identidade.

## Elenco
- Sean Connery (William Forrester)
- F. Murray Abraham (Professor Crawford)
- Rob Brown (Jamal Wallace)
- Anna Paquin (Claire Spence)
- Michael Nouri (Dr. Spence)
- April Grace (Sra. Wallace)
- Busta Rhymes (Terrell Wallace)
- Matt Damon (Steven Sanderson)
- Michael Pitt (Coleridge)
- Gerry Rosenthal
- Joey Buttafuoco

## Recepção
No agregador de críticas dos Estados Unidos, o Rotten Tomatoes, na pontuação onde a equipe do site categoriza as opiniões da  grande mídia e da mídia independente apenas como positivas ou negativas, o filme tem um índice de aprovação de 75% calculado com base em 129 comentários dos críticos. Por comparação, com as mesmas opiniões sendo calculadas usando uma média aritmética ponderada, a nota alcançada é 6,5/10 que é seguida do consenso dizendo que "apesar da previsibilidade do seu enredo e sua semelhança com Good Will Hunting, (...) tem um honesto, sólido e bom relacionamento entre Connery e Brown".
Em outro agregador de críticas também dos Estados Unidos, o Metacritic, que calcula as notas das opiniões usando somente uma média aritmética ponderada de determinados veículos de comunicação em maior parte da grande mídia, tem uma pontuação de 62/100, alcançada com base em 27 avaliações da imprensa anexadas no site, com a indicação de "revisões geralmente favoráveis".